# Стегг, Томас
Томас Стегг (англ. Thomas Stegg) — торговец и политик колониальной Виргинии.
Стегг прибыл в колонию в 1630-х годах и занимался торговлей на реке Джеймс. В 1643 году он был спикером на первой сессии палаты бюргеров. Он погиб в Атлантическом океане где-то в 1651/52 годах, возвращаясь в Англию на корабле «Джон».
У него был сын Томас-младший и дочь Грейс, которая стала матерью Уильяма Бэрда I.